# Акулы-мако
Акулы-мако, или серо-голубые акулы, или мако (лат. Isurus) — род акул семейства сельдевых (или ламновых) акул. Тело узкое, стремительной формы, голова почти в точности конической формы, рот в форме острой параболы. Зубы у этих акул длинные и узкие, внешне похожи на шило и очень остры. Акулы имеют пять жаберных щелей, два спинных плавника и анальный плавник; лопасти хвостового плавника почти симметричны. Распространены почти повсеместно в теплых и тропических водах, как в прибрежной зоне, так и в глубинах океана. Эти акулы размножаются яйцеживорождением. В настоящее время существуют 2 вида, относящиеся к данному роду. Размер акул-мако колеблется от 2,5 до 4,5 м, максимальный зафиксированный вес около 800 кг. Они способны развивать скорость до 50 км/ч и выпрыгивать из воды на высоту до 7 м.

## Виды
Род Isurus включает в себя 2 вида:
- Isurus oxyrinchus Rafinesque, 1810 — Акула-мако, или чернорылая акула, или макрелевая акула, или серо-голубая сельдевая акула
- Isurus paucus Guitart Manday, 1966 — Длинноплавниковый мако
- Isurus retroflexus †
- Isurus desori †
- Isurus escheri †
- Isurus planus †
- Isurus hastalis